# Lucija Polavder
Lucija Polavder (Celje, 15 dicembre 1984) è un'ex judoka slovena, vincitrice di una medaglia di bronzo ai Giochi olimpici di Pechino 2008.

## Palmarès
| Anno | Manifestazione           | Sede           | Evento | Risultato | Note |
| ---- | ------------------------ | -------------- | ------ | --------- | ---- |
| 2003 | Europei                  | Düsseldorf     | Open   | Bronzo    |      |
| 2004 | Olimpiadi                | Atene          | +78kg  | 13ª       |      |
| 2006 | Europei                  | Tampere        | +78kg  | Bronzo    |      |
| 2007 | Mondiali                 | Rio de Janeiro | Open   | Argento   |      |
| 2007 | Europei                  | Belgrado       | +78kg  | Bronzo    |      |
| 2007 | Giochi mondiali militari | Hyderabad      | +78kg  | Oro       |      |
| 2008 | Olimpiadi                | Pechino        | +78kg  | Bronzo    |      |
| 2008 | Europei                  | Lisbona        | +78kg  | Bronzo    |      |
| 2009 | Giochi del Mediterraneo  | Pescara        | +78kg  | Oro       |      |
| 2010 | Europei                  | Vienna         | +78kg  | Oro       |      |
| 2011 | Europei                  | Istanbul       | +78kg  | Bronzo    |      |
| 2011 | Giochi mondiali militari | Rio de Janeiro | +78kg  | Bronzo    |      |
| 2012 | Olimpiadi                | Londra         | +78kg  | 9ª        |      |
| 2012 | Europei                  | Čeljabinsk     | +78kg  | Argento   |      |
| 2013 | Europei                  | Budapest       | +78kg  | Oro       |      |
| 2013 | Giochi del Mediterraneo  | Mersin         | +78kg  | Oro       |      |